# Netanya
Netanya (em hebraico:  נְתַנְיָה) é uma cidade de Israel, no distrito Central, com 176 500 habitantes.

Seus 14 quilômetros de praias tornaram a cidade um resort turístico popular. Em 2019, tinha uma população de 221.353 habitantes, tornando-a a 7ª maior cidade de Israel. Outras 150.000 pessoas vivem nos conselhos locais e regionais dentro de 10 quilômetros de Netanya, que serve como um centro regional para esses habitantes.
Netanya deve o seu nome ao empresário e filantropo americano Nathan Strauss, um conhecido sionista. Oved Ben Ami e Itamar Ben Avi, dois dos chefes da associação Bnei Binyamin, levantaram fundos para a cidade e em troca prometeram nomear o novo assentamento em sua homenagem: Nathan-Ya graças a Deus Todo-Poderoso.